# Víctor Jara
Víctor Lidio Jara Martínez (Chillán Viejo, 1932. szeptember 28. – Santiago de Chile, 1973. szeptember 16.) chilei költő, színházi rendező, énekes, politikai aktivista.

## Élete
Születési helye nem tisztázott. Szülei gazdálkodók voltak, félanalfabéta apja alkoholista lett, rendszeresen és brutálisan bántalmazta feleségét és a gyereket is. Később elhagyta a családot.
Anyjától gitározni tanult, az iskolában pedig könyvelést. Tizenöt éves korában elárvult. Ezután papneveldébe került, rá két évre katonának állt, majd az állami egyetem művészeti karán színészetet és rendezést tanult. Szabadidejében gitározott, énekelt. Pincérkedett Violeta Parra kávéházában, aki a chilei népdalok éneklését és megújítását feladatának érezte. A tulajdonosnő fölfigyelt Jarára és támogatni kezdte. Így vált ismertté, gyorsan népénekessé.
A Chilei Kommunista Párt tagja volt. Salvador Allende kormányának kulturális nagykövete lett. Víctor Jara leghíresebb dalaival az Unidad Popular sikereit támogatta. A dalok közül nem egy a spanyol nyelvű világban szinte himnusszá vált, például a Plegaria a un labrador (Ima egy földműveshez).
Az 1973-as chilei katonai hatalomátvétel idején, 1973-ban letartóztatták, és a santiagói stadionban tartották fogva. Négy napig kínozták, áramot vezettek bele, eltörték ujjait és karjait, majd szitává lőtték. A testében később 34 lövedéket találtak. 2009 óta Santiago központi temetőjében nyugszik, a sírján ezzel a felirattal: „A győzelemig!” A stadiont 2003-ban róla nevezték el.
Dalait kiemelkedő kortársainak, forradalmároknak szentelte. Az El cantor című, 1978-as keletnémet film, a Stadion című szovjet rockopera róla szól, a U2 együttes egyik dalában ez a szöveg emlékezik meg róla: „And in our world a heart of darkness, a fire zone where poets speak their hearts then bleed for it. Jara sang his song, a weapon in the hands of love, you know his blood still cries from the ground.” Emlékét több más együttes is megénekelte (The Clash, Ska-P, Heaven Shall Burn, Песняры).

## További információk

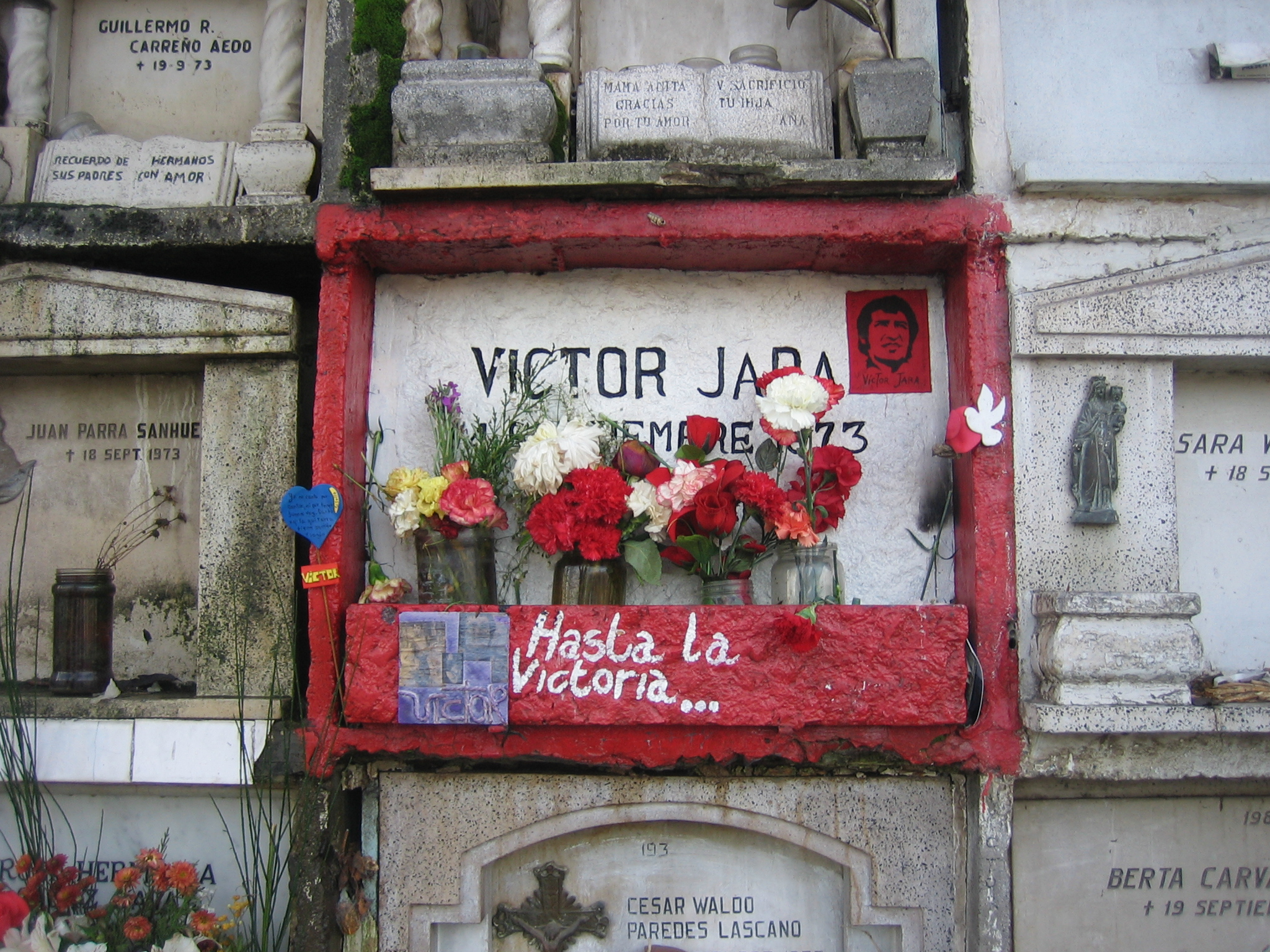
Hasta la Victoria...